# Torneo de San Diego 2023
El San Diego Open 2023 fue un evento de tenis profesional que se jugó en pistas duras. Fue la 37.a edición, el torneo formó parte de la WTA Tour 2023 en la categoría WTA 500. Se distó en San Diego, Estados Unidos del 11 de septiembre hasta el 16 de septiembre de 2023. en el Barnes Tennis Center.

## Distribución de puntos
| Modalidad           | Campeona | Finalista | Semifinales | Cuartos de final | 2ª ronda | 1ª ronda | Clasificadas | 3ª ronda de clasificación | 2ª ronda de clasificación | 1ª ronda de clasificación |
| Individual femenino | 470      | 305       | 185         | 100              | 55       | 1        | 25           | 18                        | 13                        | 1                         |
| Dobles femenino     | 470      | 305       | 185         | 100              | -        | 1        | -            | -                         | -                         | -                         |

## Cabezas de serie

### Individuales femenino
| Tenista               | Ranking | Preclasificada |
| Ons Jabeur            | 5       | 1              |
| Caroline Garcia       | 7       | 2              |
| Maria Sakkari         | 8       | 3              |
| Barbora Krejčíková    | 12      | 4              |
| Belinda Bencic        | 13      | 5              |
| Veronika Kudermetova  | 16      | 6              |
| Beatriz Haddad Maia   | 19      | 7              |
| Ekaterina Alexandrova | 20      | 8              |

- Ranking del 28 de agosto de 2023.

### Dobles femenino
| Tenista                               | Ranking | Preclasificada |
| Barbora Krejčíková Kateřina Siniaková | 3       | 1              |
| Shuko Aoyama Zhaoxuan Yang            | 34      | 2              |
| Hao-ching Chan Giuliana Olmos         | 39      | 3              |
| Lyudmyla Kichenok Jeļena Ostapenko    | 50      | 4              |

## Campeonas

### Individual femenino
Barbora Krejčíková venció a  Sofia Kenin por 6-4, 2-6, 6-4

### Dobles femenino
Barbora Krejčíková  /  Kateřina Siniaková vencieron a  Danielle Collins  /  Coco Vandeweghe por 6-1, 6-4